# Uropterygius xenodontus
Uropterygius xenodontus är en fiskart som beskrevs av Mccosker och Smith, 1997. Uropterygius xenodontus ingår i släktet Uropterygius och familjen Muraenidae. Inga underarter finns listade i Catalogue of Life.